# Stérnes (Héraklion)
Stérnes, en grec moderne : Στέρνες, est un village du dème de Gortyne, dans le district régional de Héraklion, de la Crète, en Grèce. Selon le recensement de 2001, la population de Stérnes compte 396 habitants.
Le village est situé à une altitude de 310 mètres et à une distance de 55,1 km de Héraklion.

## Histoire
La première mention de Stérnes remonte à un contrat de 1271, qui stipule un achat et une vente de vin crétois dans ce village. Dans le recensement vénitien de Francesco Basilicata, il est nommé Sternes et en 1671, dans le recensement turc, le village porte le nom d'Isternes.
Le monastère de Koudoumá se situe à proximité du village.